# Luna (Zaragoza)
Luna es un municipio y población de España, de la comarca de las Cinco Villas, perteneciente al partido judicial de Ejea de los Caballeros al noroeste de la provincia de Zaragoza, comunidad autónoma de Aragón, a 65 km de Zaragoza. Tiene un área de 308,92km² con una población de 733 habitantes (INE 2016) y una densidad de 2,37 hab/km². El código postal es 50610.
Desde el punto de vista eclesiástico, depende de la diócesis de Jaca que, a su vez, es sufragánea de la archidiócesis de Pamplona.

## Geografía
Su término municipal linda por el norte con el de la población de El Frago y con Agüero, al este con Valpalmas, Piedratajada y Gurrea de Gállego, al sur con Las Pedrosas, Erla, Sierra de Luna y Castejón de Valdejasa, y al oeste con los de Ejea de los Caballeros y Orés.
Las mayores alturas corresponden al Fragal (856 m), que marca la divisoria entre Luna, El Frago y Orés; a Monlora (657 m); a la Peña del Valiente (620 m); y a Santiá (389 m), que marca la separación entre Erla, Luna y Ejea.
Está atravesado de norte a sur por el río Arba de Biel, del que es afluente el río Júnez, así como diversos barrancos.
Actualmente, lo que se conoce como municipio de Luna comprende los siguientes núcleos:
- Luna
- Lacorvilla
- Júnez
- Lacasta

## Demografía
Luna cuenta con una población de 675 habitantes (INE 2024).
| Gráfica de evolución demográfica de Luna entre 1842 y 2021 |
| |
| Población de derecho según los censos de población del INE Población de hecho según los censos de población del INEEn este censo se denominaba Luna y Júmez: 1842 Entre el censo de 1857 y el anterior, crece el término del municipio porque incorpora a 505007 (Lacasta) y 505008 (Lacorvilla) |

## Administración y política
| Período         | Alcalde                        | Partido |  |
| --------------- | ------------------------------ | ------- |  |
| 1979-1983       | José Posadas Barja             | UCD     |  |
| 1983-1999       | Valentín Talavera Lasierra     | PSOE    |  |
| 2003-2007       | Luis Miguel Auria Giménez      |         |  |
| 2007-2011       | José Antonio Fullerat Longarón | PAR     |  |
| 2011-2015       | Santiago Puertolas             | PAR     |  |
| 2015-2019       | Luis Miguel Auría Giménez      | PP      |  |
| 2019-Actualidad | Luis Miguel Casajús Ciudad     | PSOE    |  |

| Partido político    | Partido político                                   | 2003   | 2007   | 2011   | 2015   |
| Partido político    | Partido político                                   | Ediles | Ediles | Ediles | Ediles |
|                     | Partido Popular de Aragón (PP)                     | 4      | —      | —      | 4      |
|                     | Partido Aragonés (PAR)                             | 1      | 4      | 5      | 1      |
|                     | Partido de los Socialistas de Aragón (PSOE-Aragón) | 2      | 3      | 2      | 2      |
| Total de concejales | Total de concejales                                | 7      | 7      | 7      | 7      |

## Monumentos y lugares de interés
- Castillo palacio de los Luna o torre del reloj.
- Castillo de Villaverde (Luna).
- Castillo de Obano.
- Castillo de Yéquera.
- Iglesia parroquial de Santiago y San Miguel.
- Iglesia de Santiago de la Corona.
- Iglesia de San Gil de Mediavilla.
- Santuario de Nuestra Señora de Monlora.
- Molino de viento. Construido en piedra de sillería, cosa poco frecuente en este tipo de construcciones. Tiene forma troncocónica con 8 m de altura y 16 m de perímetro exterior. Posee una sola puerta sobre la que se sitúa una ventana saetera.[8] En 1977 con el redescubrimiento del molino de Malanquilla comenzó a hablarse de molinos en Aragón. Después de reiterados llamamientos a través de los medios de comunicación, y de una encuesta al 86,6 % de los ayuntamientos zaragozanos, la asociación cultural «Miguel Martínez del Villar» pudo configurar el mapa molinero de Aragón, teniendo localizados molinos de viento en las tres provincias aragonesas, lo que demuestra que este tipo de construcciones no eran tan extrañas, aunque sí desconocidas en estas tierras.[9]

## Fiestas
- Mayores, del 7 al 14 de septiembre.
- Romería a Nuestra Señora de Monlora, 1 de mayo.

## Personas destacadas
Francisco Ximénez